# The Long Riders
The Long Riders (bra: Cavalgada dos Proscritos; prt: O Bando de Jesse James) é um filme estadunidense de 1980, do gênero western, dirigido por Walter Hill. Trata-se de um retrato romanceado da história da gangue de Jesse James.

## Elenco
O diretor Walter Hill lançou quatro conjuntos de atores que são irmãos na vida real:
- Os Keaches: Jesse James (James Keach) e Frank James (Stacy Keach)
- Os Carradines: Cole Younger (David Carradine), Jim Younger (Keith Carradine) e Bob Younger (Robert Carradine)
- Os Quaids: Ed Miller (Dennis Quaid) e Clell Miller (Randy Quaid)
- Os Guests: Charley Ford (Christopher Guest) e Robert Ford (Nicholas Guest)

Também estão creditados Ever Carradine, filha de Robert Carradine e sobrinha de David e Keith Carradine. Além disso, filho de James Keach, Kalen Keach, interpreta o jovem Jesse James.
Savannah Smith Boucher interpreta Zee, esposa de Jesse James, Zerelda.

## Sinopse
Depois da Guerra Civil Americana, os ex-combatentes confederados irmãos James se unem aos irmãos Younger e os irmãos Miller para se tornarem bandoleiros e roubarem bancos e trens de propriedade dos "yankees" (que venceram a guerra). Ed Muller é expulso do bando quando causa um tiroteio no qual um inocente é morto e Jesse James é ferido. Os policiais da Agência Pinkerton são contratados pela ferrovia para prenderem e perseguirem os ladrões mas cometem ações desastradas e causam mais assassinatos de inocentes, com a população ficando contra eles. Depois de um grande tiroteio em um celeiro quando os membros da quadrilha foram cercados, os bandidos conseguem escapar e fogem para cinco estados diferentes. Tempos depois, os bandoleiros voltam a se reunir e tentam um grande assalto a um banco em Minnesota mas novamente as coisas dão errado e ocorre outro grande tiroteio.